# إرنست برتراند بولاند
إرنست برتراند بولاند (بالإنجليزية: Ernest Bertrand Boland)‏ هو كاهن كاثوليكي أمريكي، ولد في 10 يوليو 1925 في بروفيدنس في الولايات المتحدة.